# Milionia chrysolena
Milionia chrysolena là một loài bướm đêm trong họ Geometridae.